# Juan Carlos Herrera Acosta
Juan Carlos Herrera Acosta (ur. 6 sierpnia 1966 w Guantanamo na Kubie, zm. 17 lutego 2024 w Syracuse) – opozycyjny dziennikarz kubański, były więzień sumienia. Był krajowym koordynatorem Kubańskiego Ruchu Młodych na rzecz Demokracji.

## Uwięzienie i tortury
Juan Carlos był niezależnym dziennikarzem i jawnym przeciwnikiem komunistycznego reżimu na wyspie. Więziony od 1997 do 2002 roku, ponownie skazany na 39 lat więzienia w 2003 r. (karę złagodzono do 20 lat). W sierpniu 2008 roku na znak protestu przeciwko licznym naruszeniom przysługujących mu praw człowieka zaszył sobie usta drutem i pozostał w tym stanie przez 12 dni. Został uznany przez Amnesty International za więźnia politycznego i więźnia sumienia. Przez ponad 12 lat doznawał tortur, podczas których był bity, wisiał przykuty do ściany nawet kilkanaście godzin i odmawiano mu możliwości skorzystania z toalety.

## Droga na wolność
Kubański więzień polityczny Orlando Zapata Tamayo, siedzący w celi z Herrerą Acostą, był członkiem nielegalnej organizacji obrony obywatelskiej Demokratyczny Dyrektoriat Kubański. Na skutek napaści i brutalnego pobicia w więzieniu, w jego mózgu powstał krwiak wymagający operacji. W lutym Zapata Tamayo zmarł wskutek strajku głodowego, co zmusiło reżim Fidela Castro do uwolnienia ponad 50 więźniów politycznych. Juan Carlos Herrera Acosta został zwolniony z więzienia dzięki porozumieniu wynegocjowanemu za pośrednictwem kościoła katolickiego na Kubie i dyplomacji hiszpańskiej. W sierpniu opuścił Kubę razem z innymi zwolnionymi z więzienia dysydentami. Większość skorzystała z azylu w Hiszpanii. Rok później Herrera Acosta osiedlił się w Stanach Zjednoczonych i aż do śmierci kontynuował swoją działalność na rzecz wolności mieszkańców Kuby.

## Życie prywatne
Jego żoną była Ileana Danger Hardy. Ich jedyna córka zginęła w wypadku w drodze na odwiedziny ojca w więzieniu w wieku 14 lat.